# Dragehullet
Dragehullet (the Dragon Hole) er verdens dybeste undersøiske jordfaldshul, også kalder et "blåt hul". Hullet ligger ved Paraceløerne nær Discovery Reef i Det Sydkinesiske hav. Hullet er 300,89 meter dybt.
Lokale fiskere kalder hullet "det Sydkinesiske havs øje".
Der er på landjorden fundet nogle få jordfaldshuller, der er dybere end Dragehullet:
- Crveno jezero (den Røde sø) i Kroatien på 528 m
- Hranická propast i Tjekkiet på 404 m
- Pozzo del Merro i Italien på 392 m
- Zacatón i Mexico på 335 m